# Quadrastichus pulchriventris
Quadrastichus pulchriventris är en stekelart som först beskrevs av Girault 1916.  Quadrastichus pulchriventris ingår i släktet Quadrastichus och familjen finglanssteklar. Inga underarter finns listade i Catalogue of Life.